# إشراق إلهي
وفقًا لـالإشراق الإلهي' (بالإنجليزية: Divine illumination)‏، فإن عملية الفكر الإنساني تحتاج لأن تكن مصحوبة بمساعدة النعمة الإلهية. يُعتبر البديل الأقدم والأكثر تأثيرًا لمذهب الطبيعانية في نظرية العقل ونظرية المعرفة. كان سمة هامة للفلسفة اليونانية القديمة والأفلاطونية الحديثة وفلسفة العصور الوسطى، ومذهب الإشراقية في الفلسفة الإسلامية.

## التاريخ

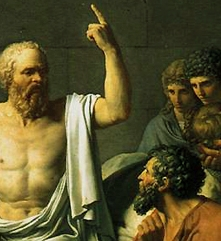
سقراط

يقول سقراط في خطاب «دفاع سقراط» إنه اختبر علامة إلهية أو روحية بدأت عندما كان طفلًا. تمثلت بالصوت الذي ردعه عن أمر كان على وشك القيام به، رغم أن الصوت لم يشجعه قط على القيام بأي شيء. اقترح أبوليوس فيما بعد أن الصوت كان من شيطان ودود وأن سقراط استحق هذه المساعدة لأنه كان أفضل الناس.

أكد الفيلسوف المسيحي الأول أوغسطينوس (354 – 430) على دور الإشراق الإلهي في فكرنا، وقال في اعترافاته «هكذا كان آنذاك في نفسي التي كانت تجهل أن نورًا آخر كان لا بد أن يضيئها، حتى تكن مسهمة في الحق، إذ ليست في ذاتها من طبيعة الحق. ستنير مصباحي يا مولاي وإلهي» و «لا أقول للناس شيئًا صائبًا لم تكن سمعته أنت منّي من قبلُ، أو لا تسمع أنت مني كذلك شيئًا مثله، لم تكن قد قلته لي من قبل." وفقًا لأوغسطينوس، الله لا يعطينا معلومات محددة، إنما يعطينا بدلًا من ذلك استبصارًا عن حقيقة المعلومات التي تلقيناها لأنفسنا.
إن رأى كلانا أن ما تقوله صحيح، وإن رأى كلانا أن ما أقوله صحيح، فأين –من فضلك– نرى ذلك؟ على كلٍّ لا أراه أنا فيك، ولا أنت فيَّ، بل يراه كلانا في ذات الحق اللامتقلب الذي هو فوق أفكارنا.
دافع الفلاسفة المسيحيين في العصور الوسطى عن نظرية أوغسطينوس في وقت لاحق، وخاصة الفرنسيسكان أمثال القديس بونافنتورا وماثيو الأكواسبارتي. وفقا لما ورد عن بونافنتورا:

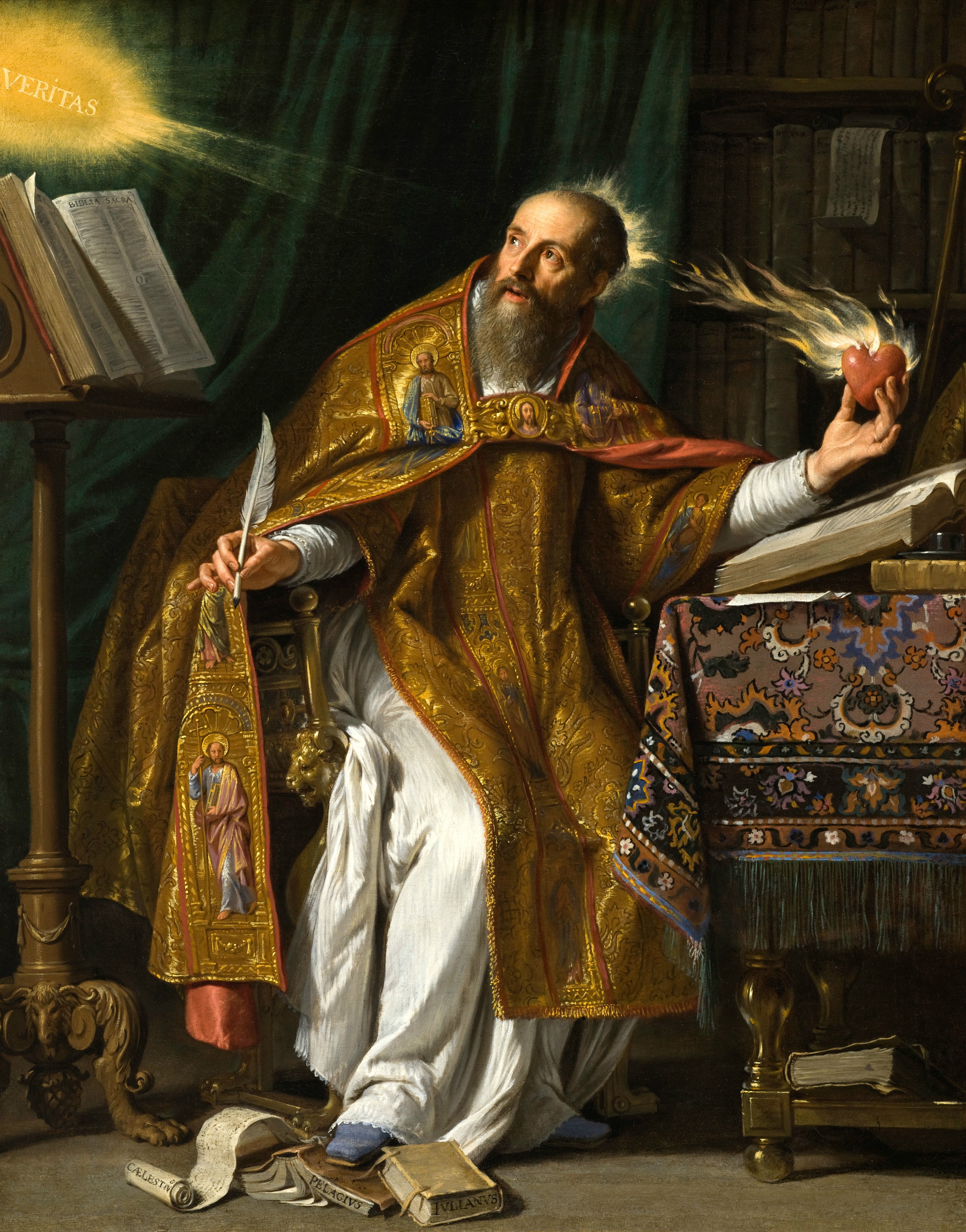
أوغسطينوس

الأشياء موجودة في النفس، بطبيعتها (خاصة بنوعها «باللاتينية: proprio genere»)، وفي الفن الأبدي. حقيقة الأشياء كما هي في النفس أو في طبيعتها –مع العلم أن كلاهما عُرضة للتغيير- كافية للنفس لتمتلك معرفة محددة ما لم تتوصل الروح إلى الأشياء كما هي في الفن الأبدي.
تعرض هذا المبدأ للانتقاد من قبل جون بيكهام وروجر مارستون وبالأخص من قبل توما الأكويني الذي أنكر أن لدينا في هذه الحياة أفكار إلهية كموضوع للتفكير، وأن الإشراق الإلهي كافٍ بحد ذاته دون الحواس. نفى توما الأكويني أيضًا وجود تأثير إلهى مستمر خاص على الفكر الإنساني. فالناس لديهم القدرة الكافية للتفكير بأنفسهم، دون الحاجة إلى «إشراق جديد يضاف إلى الإشراق الطبيعي الخاص بهم».
دافع هنري الغنتي عن هذه النظرية. ناقش هنري ضد الأكويني بأن نظرية أرسطو في التجريد غير كافية لتفسير كيفية اكتسابنا لمعرفة الحقيقة المعصومة عن الخطأ، ولابد من تدعيمها بالإشراق الإلهي. ثمّة قدوتان يُحتذى بهما للشيء ويمكن مقارنته بهما. الأولى هي قدوة مخلوقة موجودة في الروح. الثانية قدوة موجودة خارج الروح، وهي غير مخلوقة وأبدية. ولكن ما من مقارنة بالقدوة المخلوقة قد تعطينا حقيقة معصومة من الخطأ. وبما أن كرامة الإنسان تتطلب أن نتمكن من اكتساب مثل هذه الحقيقة، يترتب على ذلك أن نتمكن من الوصول إلى القدوة في العقل الإلهي.
تعرض دفاع هنري عن الإشراق الإلهي لانتقادات شديدة من قبل الفرنسيسكان عالم اللاهوت دانز سكوطس، الذي جادل أن نسخة هنري من النظرية تقود إلى الشكوكية.